# Sabacon pasonianus
Sabacon pasonianus is een hooiwagen uit de familie Sabaconidae.